# Claudine
Claudine (Claudine Corpo e Alma (título em Portugal) ) é um filme norte-americano de 1974, do gênero comédia, dirigido por John Berry  e estrelado por Diahann Carroll e James Earl Jones.